# Dorritchens Vergnügungsreise
Dorritchens Vergnügungsreise ist ein knapp einstündiges deutsches Stummfilmlustspiel aus dem Jahre 1916 von Paul Heidemann mit Dorrit Weixler in der Titelrolle. Die männliche Hauptrolle spielte Bruno Kastner.

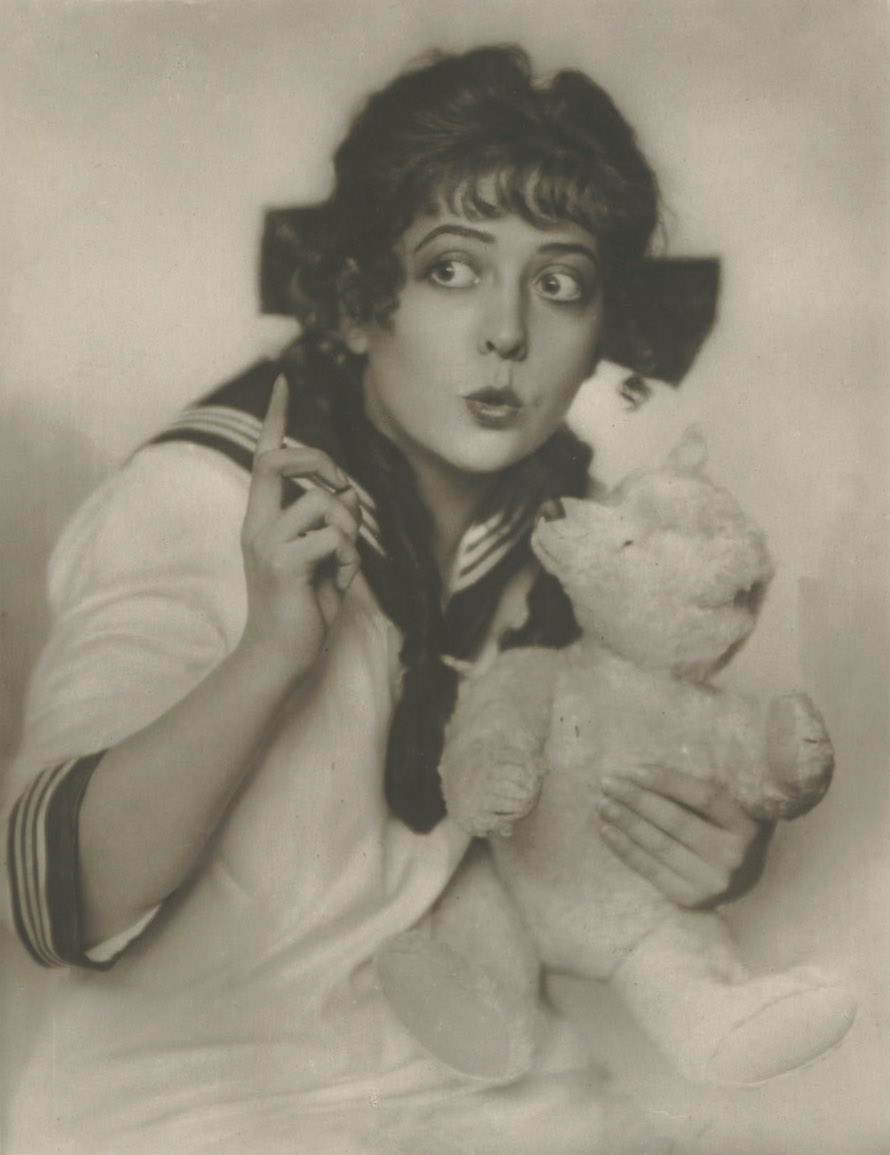
Dorrit Weixler im Drehjahr 1916

## Handlung
Die ausgelassene Dorrit, Tochter des angesehenen Kommerzienrates Fröhlich, ist ein echt kesser Wirbelwind mit dem Schalk im Nacken. Ihre Erbtante Eusebia findet, dass die ungezügelte junge Dame endlich einmal gesellschaftlichen Schliff bekommen sollte und unter die Haube gebracht gehört. Einen entsprechenden Eheaspiranten hat sie mit dem wenig attraktiven, glatzköpfigen Adolar Stieglitz auch schon ausgeguckt. Erwartungsgemäß ist Dorrit von dieser Gattenauswahl alles andere als begeistert. Sollte sich Dorrit dem Wunsch der Tante widersetzen, werde sie, so deutet diese an, ihr gesamtes Vermögen einem verwahrlosten Kinderheim zukommen zu lassen. Nun ist guter Rat teuer. Dorrit bittet ihren in etwa gleichaltrigen Vetter Georg zu sich. Tante Eusebia ahnt nichts Gutes von diesem Treffen und versucht, die beiden auseinanderzuhalten. Bei einem anstehenden Diner stellt sie Georg das sittenstrenge Frl. Spitz, die Gesellschaftsdame im Hause Fröhlich, zur Seite, während Dorrit mit Stubenarrest belegt wird.
Dorrit weiß sich jedoch zu helfen und fängt Georg ab, ehe er in die Fänge der Hausdame geraten kann und bereitet ihrerseits ein intimes Souper vor. Derweil wartet Frl. Spitz umsonst und eilt, Unheil ahnend, sofort von hinnen, um mitten in das Stelldichein der jungen Leute hineinzuplatzen. Georg und Dorrit lassen sich jedoch nicht stören. Als des Nachts alles schläft, sucht Dorrit Georg in seinem Zimmer auf und überredet ihn dazu, mit ihr auf eine Sause zu gehen. Dorritchens und Georgs Bummel führt die beiden in ein Vergnügungslokal, wo ausgiebig gefeiert und getanzt wird. Erstaunt entdeckt die junge Frau dort auch ihren Vater, wie er sich mit der kessen Tänzerin Garnita verlustiert, und selbst der als spießig geglaubte Herr Stieglitz lässt es sich dort mehr als gut gehen. Dorrit nutzt die günstige Gelegenheit und lässt die beiden Herren in verfänglichen Positionen fotografieren, um etwaigen sie betreffenden Eheanbahnungsambitionen frühzeitig Einhalt zu gebieten.
Am nächsten Morgen soll Dorrit ihren Zukünftigen erstmalig kennen lernen. Um eventuellen Heiratsplänen von Vater und Erbtante entgegenzuwirken, gestaltet sich Dorrit als ausnehmend hässlich. Tatsächlich lässt sich Adolar Stieglitz von dieser Begegnung abschrecken und sucht fluchtartig das Weite. Um die Erbtante zu foppen, verwandelt sich Dorrit anschließend sofort wieder in das süße Mädel zurück, geht zu ihr und erklärt, „tief gekränkt“, dass jener Heiratskandidat überhaupt nicht an ihr interessiert sei. Die Fotografie Stieglitzens vom Vorabend, wo er quietschvergnügt im Lokal zu sehen ist, tut ihr übriges, um Tante Eusebia von dem unlauteren Charakter des Ehekandidaten zu überzeugen. Als Dorrit ihrem ebenfalls lustwandelnden Vater die Aufnahme mit ihm im Lokal unter die Nase hält, hat das Töchterchen endgültig gesiegt. Alle einst geplanten Ehearrangements sind vom Tisch, und Dorrit kann mit ihrem lieb gewonnenen Vetter Georg Verlobung feiern. 

## Produktionsnotizen
Der Film ist einer der letzten Inszenierungen Dorrit Weixlers, die im November 1916 verstarb. Der Dreiakter mit einer Länge von 1086 Metern lief am 29. September desselben Jahres in Berlins Kammerlichtspielen an.

## Kritik
Die Kinematographische Rundschau befand: „Wieder eines dieser entzückenden Dorrit Weixler-Lustspiele, die an Feinheit und Lustigkeit der Handlung, namentlich aber was die Darstellung anlagt, alle übrigen Darbietungen desselben Genres, in den Schatten stellen. Man ergötzt sich ununterbrochen an dem schalkhaft graziösen Spiele der Künstlerin, die das reizendste Rackerchen verkörpert, das je über die Leinwand gegangen .“. 